# Иннс-Кер, Джеймс, 5-й герцог Роксбург
Джеймс Иннс-Кер, 5-й герцог Роксбург (англ. James Innes-Ker, 5th Duke of Roxburghe; 10 января 1736 — 19 июля 1823) — шотландский аристократ, пэр и землевладелец.

## Ранняя жизнь
Родился 10 января 1736 года. Один из сыновей сэра Генри Иннса, 5-го баронета (ок.  1711—1762), и Энн Друммонды Грант (1711—1771). Его дедами были сэр Гарри Иннс, 4-й баронет (? — 1721), который заседал в парламенте Шотландии от избирательного округа Элгиншира с 1704 по 1707 год, и сэр Джеймс Грант, 6-й баронет (1679—1747), член парламента Великобритании от графства Инвернесс и Элгин-Бургс.
После смерти отца 31 октября 1762 года он унаследовал титул 6-го баронета Иннса.
Джеймс Иннс получил образование в Лейденском университете в Нидерландах. В 1759 году он получил звание капитана 88-го пехотного полка. Он продал поместье Иннс в 1767 году Джеймсу Даффу, 2-му графу Файфу. 31 мая 1769 года его имя было официально изменено на Джеймс Иннс-Норклифф по королевской лицензии. Он получил звание капитана в 1779 году в 58-м пехотном полку. Позднее его имя было официально изменено на Джеймс Иннс-Кер.

## Герцогство Роксбург
Через семью Иннс Джеймс был потомком Роберта Кера, 1-го графа Роксбурга (ок. 1570—1650), и в 1812 году предъявил претензии на вакантное герцогство Роксбург. Борьба за наследование герцогского титула длилась семь лет непрерывных тяжб. Согласно одной биографии, «редко юристы собирали более богатый урожай. Суды Эдинбурга и Лондона упивались противоречивыми исками, а Палата лордов была обеспокоена бесконечными апелляциями». После смерти Джона Кера, 3-го герцога Роксбурга (1740—1804), который никогда не был женат, его главные титулы и большие поместья перешли к Уильяму Белленден-Керу, 4-му герцогу Роксбургу (1728—1805), который умер вскоре после этого, оставшись без наследников. Правопреемство оспаривали генерал-майор Уолтер Кер и достопочтенный Уильям Драммонд. Только ценой огромных затрат 11 мая 1812 года было принято решение в пользу сэра Джеймса, происходившего от леди Иннс, третьей дочери Хэри, лорда Кера, сына 1-го графа Роксбурга.
Лорд Белленден был потомком 2-го герцога Роксбурга, генерал Уолтер Кер утверждал, что является наследником мужского пола 1-го графа, а Уильям Драммонд — наследником мужского пола 2-го графа Роксбурга. Среди других претендентов был Джон Белленден Кер (ок. 1765—1842), автор книги «Археология популярных фраз и детских стишков» (1837), чьим сыном был реформатор законодательства Чарльз Генри Белленден Кер (ок. 1785—1871). Примечательно, что 25 лет спустя дочь Уолтера Кера, Эссекс Кер, была вовлечена в судебный процесс против адвокатов своего отца в связи с облигациями, выпущенными для покрытия расходов на судебный процесс о правопреемстве.
В 1818—1820 годах герцог Роксбург был шотландским пэром-представителем в Палате лордов Великобритании.

## Личная жизнь
Джеймс взял имя Иннес-Кер и стал 5-м герцогом Роксбург. Он женился дважды, сначала 19 апреля 1769 года на Мэри Рэй (1729/1730 — 20 июля 1807), старшей дочери сэра Джона Рэя, 12-го баронета и сестры сэра Сесила Рэя, 13-го баронета. Его первая жена умерла в 1807 году, и он снова женился 28 июля 1807 года на Гарриет Чарлвуд (ок. 1778 — 19 января 1855). Гарриет была дочерью Бенджамина Чарлвуда из Виндлшема, графство Суррей. Их дети:
- Джеймс Генри Роберт Иннес-Кер (12 июля 1816 — 23 апреля 1879), женившийся на Сюзанне Стефании Далбиак, дочери сэра Чарльза Далбиака[5].

Джеймс Иннс-Кер, 5-й герцог Роксбург, скончался 19 июля 1823 года, и его наследником в герцогстве стал его единственный сын от второго брака Джеймс. Через четыре года после его смерти, его вдова вступила в повторный брак с подполковником Уолтером Фредериком O’Релли (? — 1844), из Королевского африканского корпуса, 14 ноября 1827 года.

## Потомки и наследие
Через своего сына Джеймса он был дедушкой Джеймса Генри Роберта Иннс-Кера, 7-го герцога Роксбурга (1839—1892), который женился на Энн Эмили Спенсер-Черчилль, дочери Джона Спенсера-Черчилля, 7-го герцога Мальборо.
Портреты 5-го герцога и его второй супруги были нарисованы Генри Ребёрном и висят в вестибюле родового замка Флорс, Скоттиш-Бордерс.

## Титулатура
- 6-й баронет Иннс (с 31 октября 1762)
- 5-й герцог Роксбург (с 11 мая 1812)
- 9-й лорд Роксбург (с 11 мая 1812)
- 5-й виконт Броксмут (с 11 мая 1812)
- 5-й граф Келсо (с 11 мая 1812)
- 5-й маркиз Боумонт и Кессфорд (с 11 мая 1812)
- 9-й граф Кер из Кессфорда и Кавертауна (с 11 мая 1812)
- 9-й граф Роксбург (с 11 мая 1812)
- 5-й лорд Кер из Кессфорда и Кавертауна (с 11 мая 1812).